# Morsan
Morsan är en kommun i departementet Eure i regionen Normandie i norra Frankrike. Kommunen ligger i kantonen Brionne som tillhör arrondissementet Bernay. År 2022 hade Morsan 122 invånare.

## Befolkningsutveckling
Antalet invånare i kommunen Morsan
Referens:INSEE